# Båndpasfilter
Et båndpasfilter er et filter, der bruges til at dæmpe uønskede frekvensintervaller, og lade et ønsket frekvensinterval passere. Det er mest brugt i radiosendere og radiomodtagere.